# (2071) Nadezhda
(2070) Nadezhda (1971 QS; 1974 LA; 1975 XD3) ist ein Asteroid des Hauptgürtels, der am 18. August 1971 von Tamara Michailowna Smirnowa am Krim-Observatorium entdeckt wurde.

## Benennung
Der Asteroid wurde nach Nadeschda Konstantinowna Krupskaja (1869–1939), einer Mitgründerin des sowjetischen Schulsystems sowie der Frau von Wladimir Iljitsch Lenin benannt.